# ناحیه لارنس، میشیگان
ناحیه لارنس (به انگلیسی: Lawrence Township) یک منطقهٔ مسکونی در ایالات متحده آمریکا است که در شهرستان ون بیورن، میشیگان واقع شده‌است.
 ناحیه لارنس ۹۲٫۹ کیلومتر مربع مساحت و ۳٬۳۴۱ نفر جمعیت دارد و ۲۳۱ متر بالاتر از سطح دریا واقع شده‌است.